# 9358 Fårö
(9358) Fårö, denumire internațională (9358) Faro, este un asteroid din centura principală de asteroizi.

## Descriere
9358 Fårö este un asteroid din centura principală de asteroizi. A fost descoperit pe 29 februarie 1992 la Observatorul La Silla în cadrul programului UESAC. Asteroidul prezintă o orbită caracterizată de o semiaxă mare de 2,64 ua, o excentricitate de 0,09 și o înclinație de 3,3° în raport cu ecliptica.